# Růžový kopec
Růžový kopec je přírodní památka severně od města Mikulov v okrese Břeclav. Lokalita je ve správě AOPK ČR – Regionálního pracoviště Jižní Morava. Přírodní památka je součástí chráněné krajinné oblasti Pálava a ptačí oblasti Pálava.

## Předmět ochrany

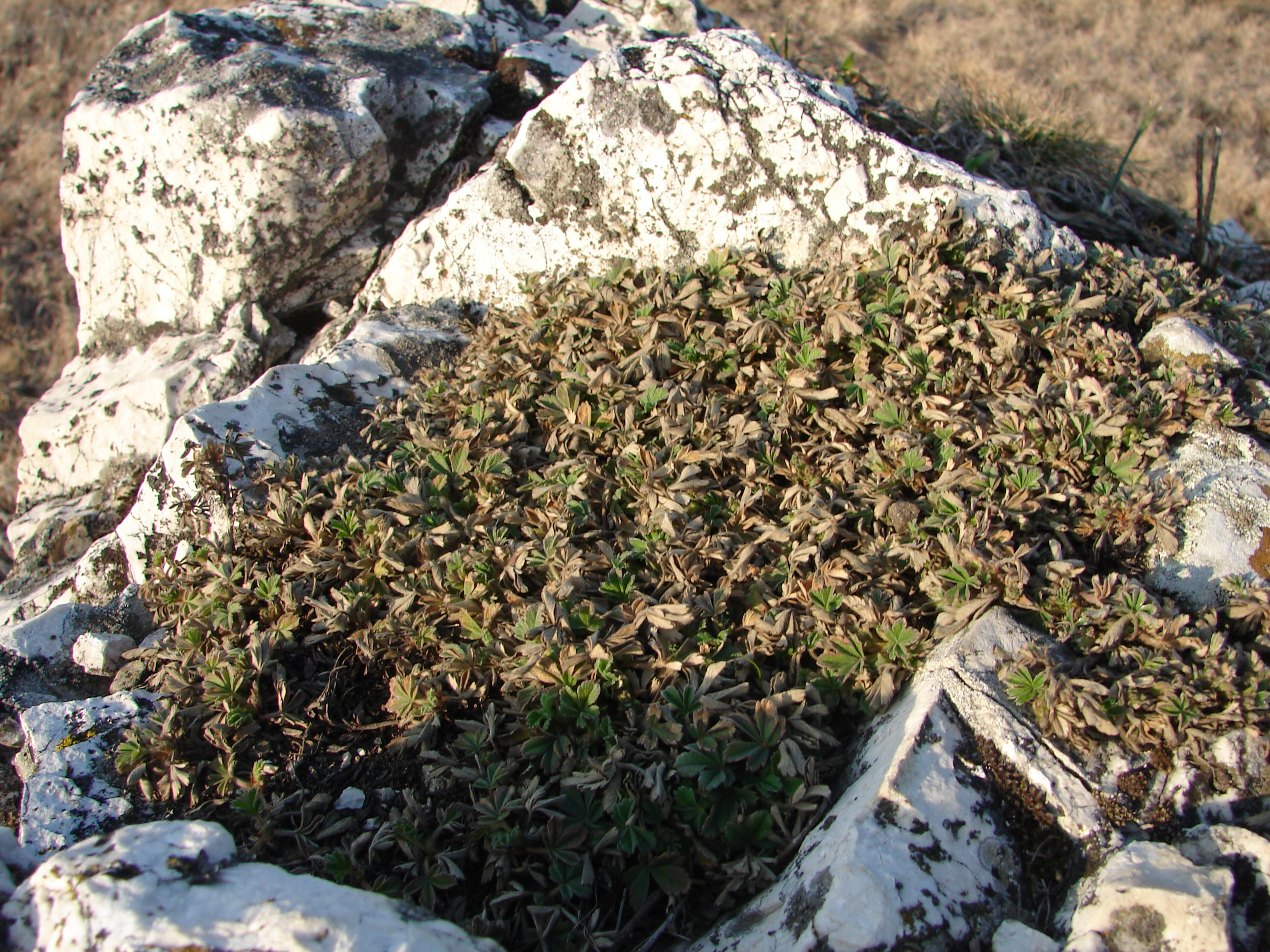
Rostliny na vápencovém podkladu

Důvodem ochrany jsou stepní společenstva, chráněné druhy rostlin a živočichů.